# Calamotropha sienkiewiczi
Calamotropha sienkiewiczi là một loài bướm đêm trong họ Crambidae.